# Protestantische Kirche (Bexbach)

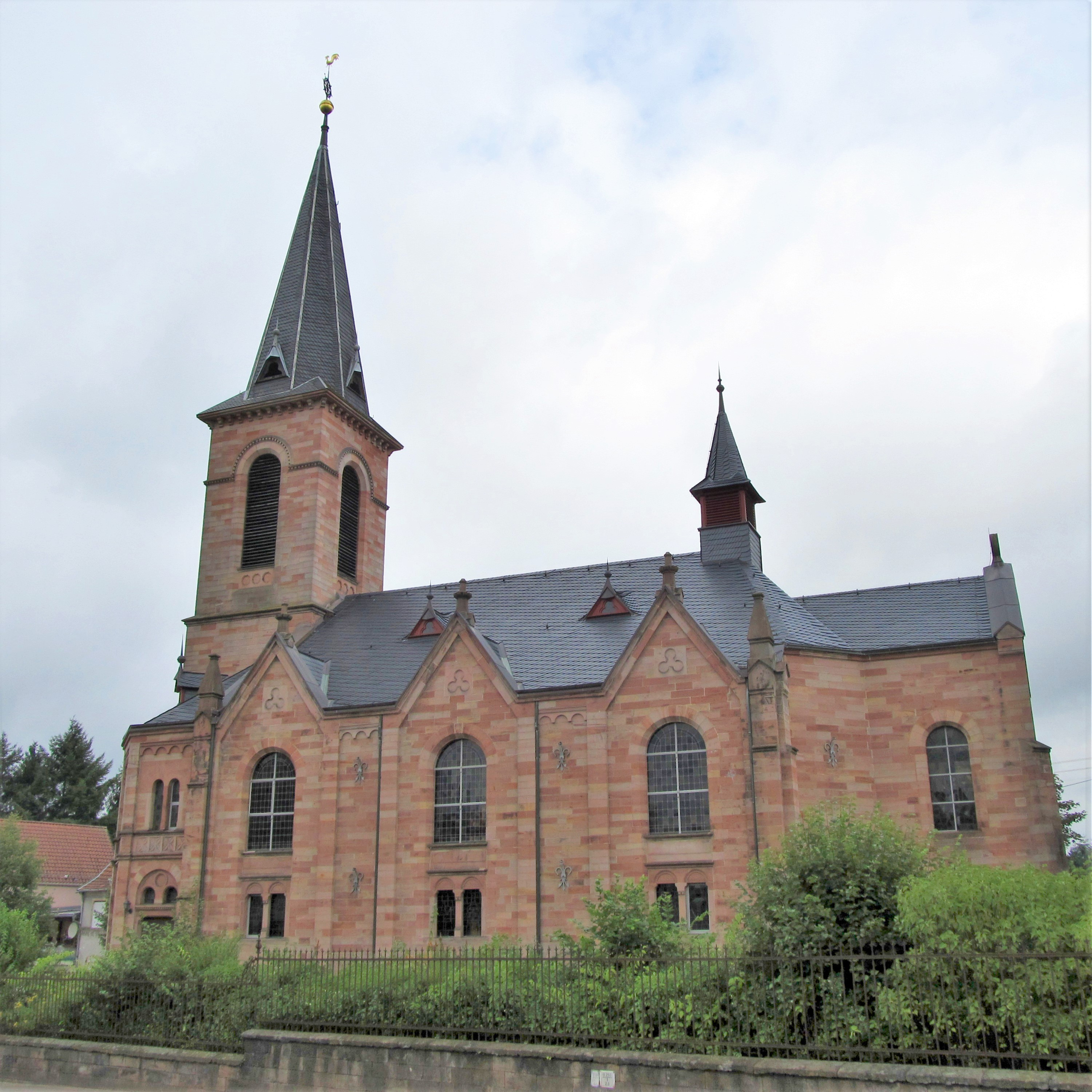
Die protestantische Kirche in Bexbach

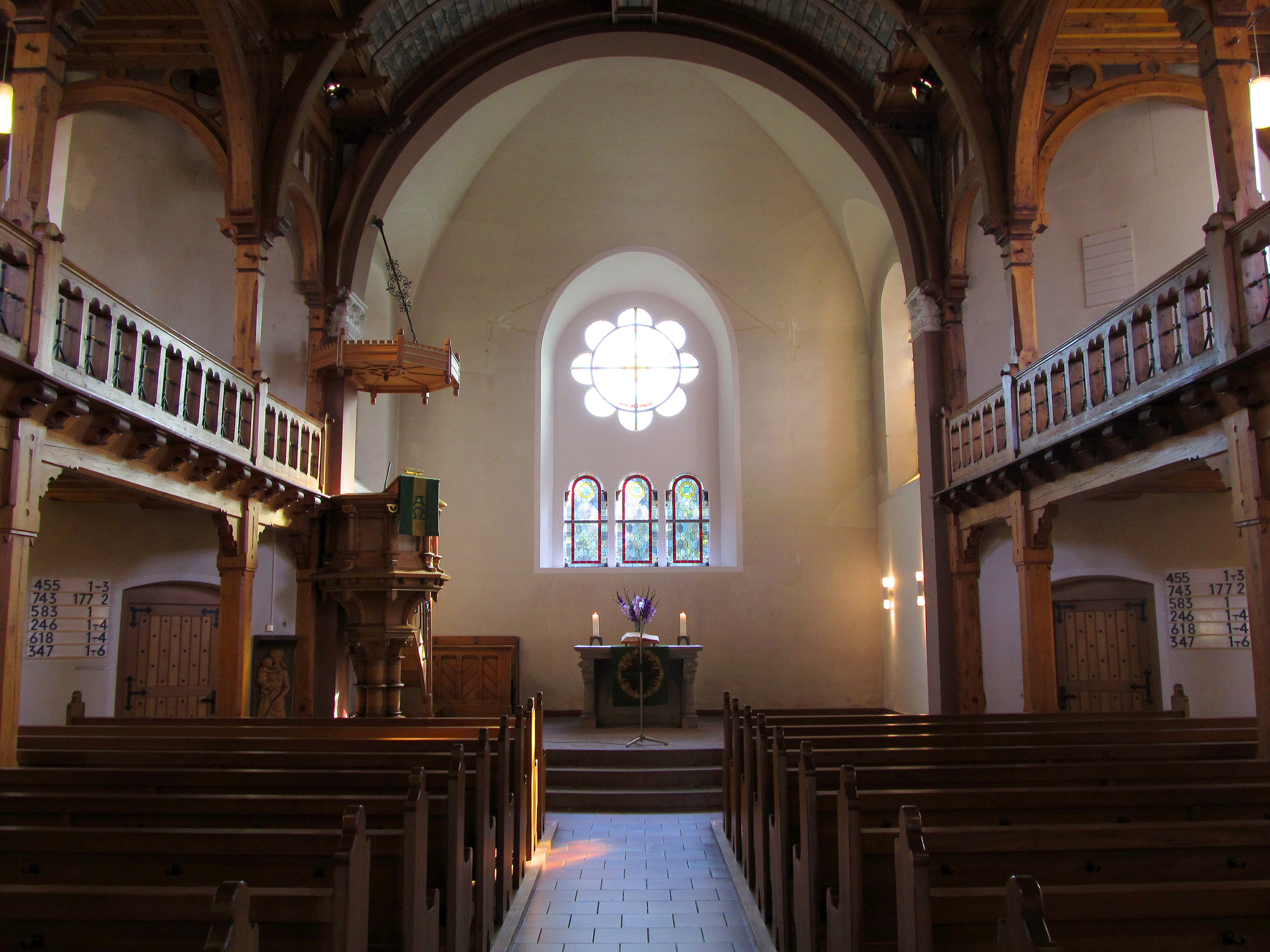
Blick ins Innere der Kirche

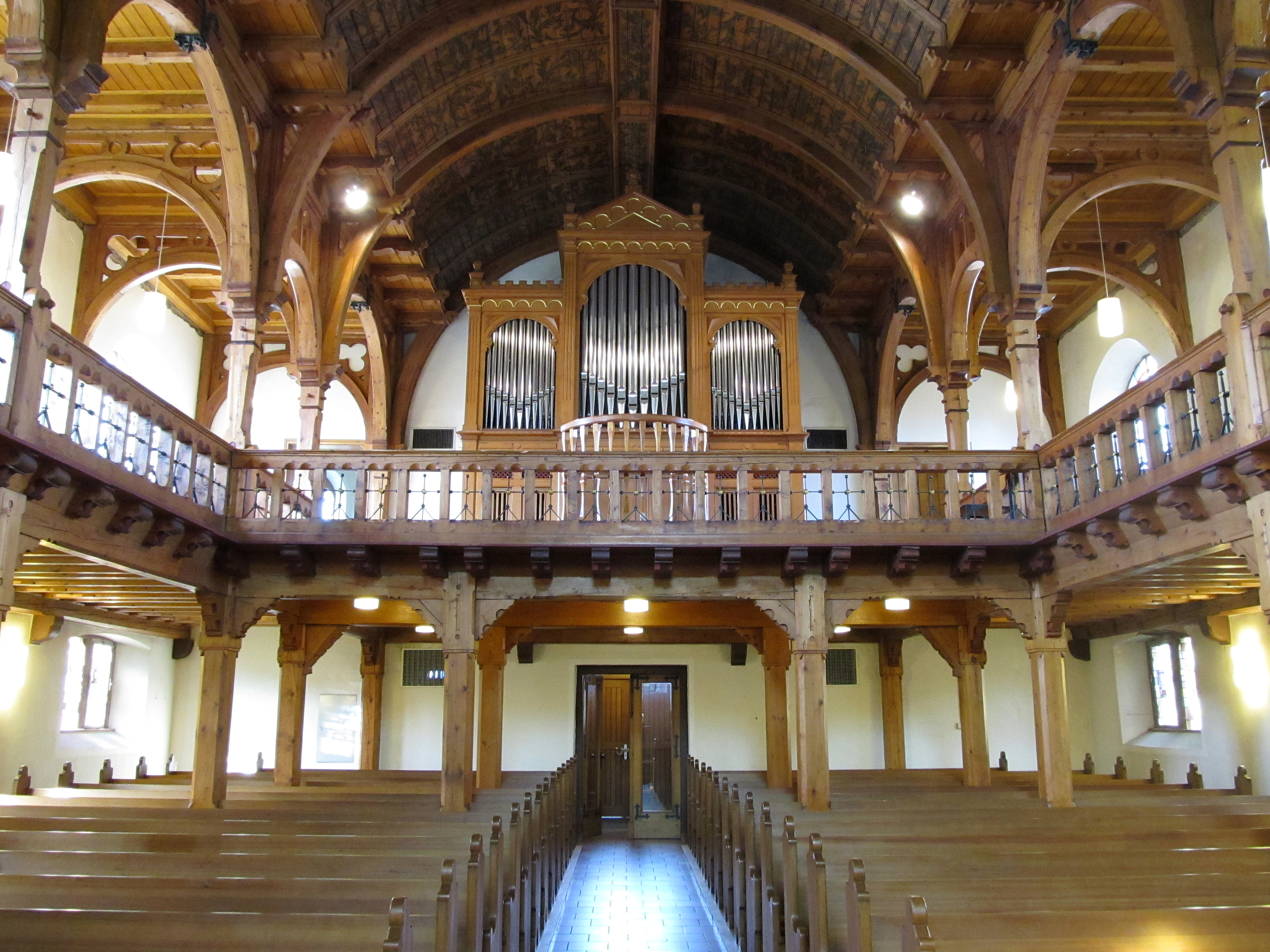
Blick vom Altarraum zur Empore und Orgelprospekt

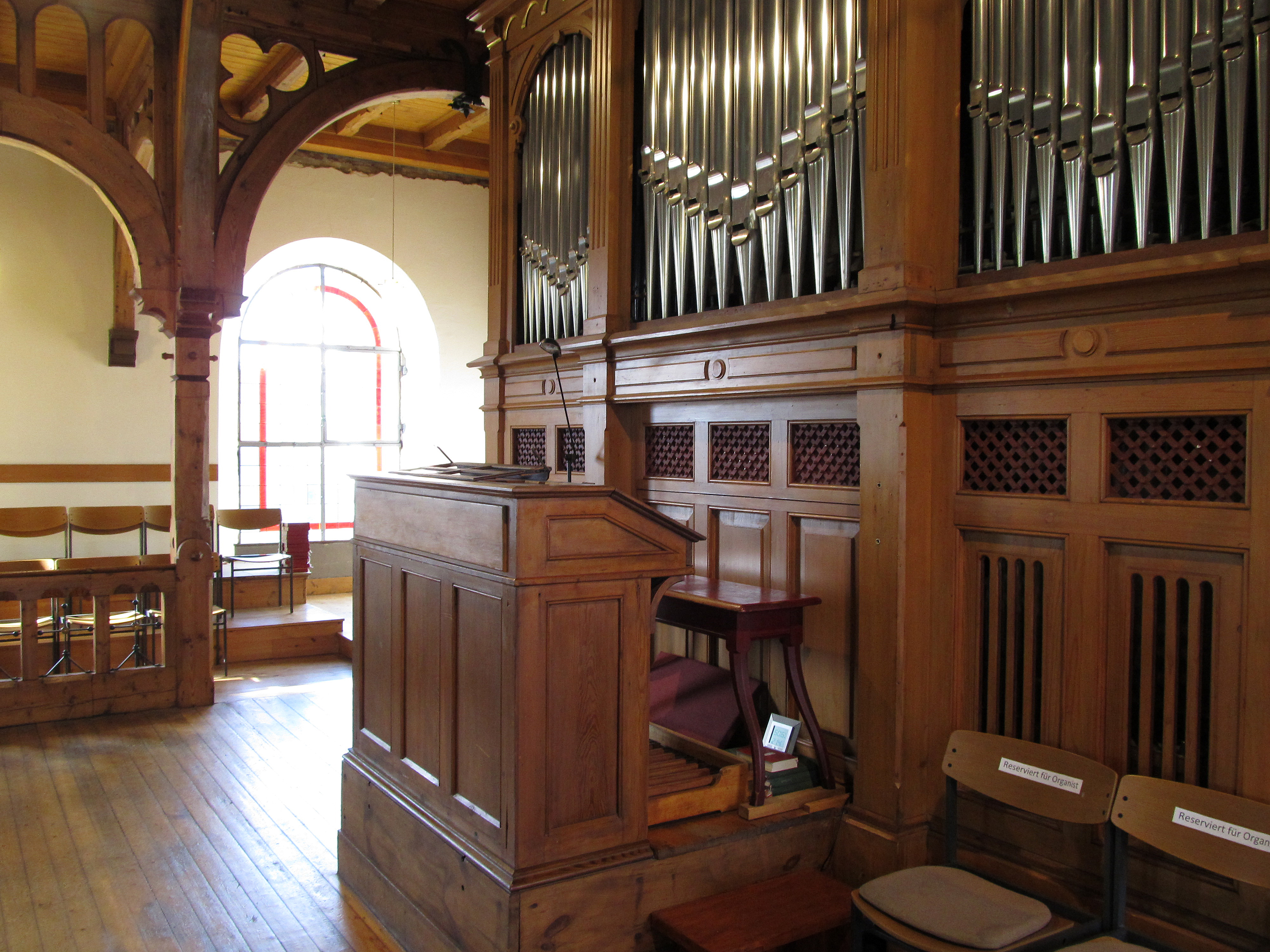
Spieltisch der Orgel und Teile des Prospektes

Die Protestantische Kirche Bexbach ist die Pfarrkirche der Protestantischen Kirchengemeinde im saarländischen Bexbach im Kirchenbezirk (Dekanat) Homburg/Saar der Evangelischen Kirche der Pfalz. Die Kirche ist in der Denkmalliste des Saarlandes als Einzeldenkmal aufgeführt.

## Geschichte
Die Grundsteinlegung für das Gotteshaus erfolgte am 3. Juni 1888. Bereits im darauffolgenden Jahr konnte die Kirche am 29. September 1889 eingeweiht werden. Erbaut wurde das Kirchengebäude nach Plänen des Architekten Ludwig Levy (Karlsruhe). Für die Bauleitung zeichnete Bezirksbaumeister Johann Caspar Löhmer (Homburg) verantwortlich.
Eine erste Restaurierung der Kirche erfolgte in den Jahren 1925–26. Bei der Restaurierungsmaßnahme, die der Architekt Friedrich Larouette (Frankenthal) leitete, kam es auch zu einem Umbau. Weitere Restaurierungen erfolgten 1961, 1972–73 (Architekt: Fritz Stucky (Homburg)), 1982–83 und 2006–08.
Im Jahr 2004 wurde der Protestantische Kirchenbauverein Bexbach Mitte e. V. gegründet, dessen Ziel es ist, bei der Renovierung, Instandhaltung und Pflege der unter Denkmalschutz stehenden Kirche und ihrer Außenanlage ideell und materiell mitzuhelfen.

## Architektur
Das Kirchengebäude, das im Schiff 400 und auf der Empore 300 Personen Platz bietet, wurde im Stil des Historismus errichtet und ist durch einen Stilpluralismus gekennzeichnet. Die Fläche des Gebäudes beträgt 278 m2.
Das Langhaus mit drei Fensterachsen ist außen durch eine alternierende Gliederung in breite Wandfelder mit Zwerchgiebeln und schmale Wandfelder gekennzeichnet. Diese Bauteile werden nochmals durch Lisenen optisch gegliedert. Die hier gewählte Bauform ist charakteristisch für die Profanarchitektur der Renaissance, die in das Zeitalter der Reformation fällt und somit als Reminiszenz an die protestantische Konfession gesehen werden kann. In den drei breiteren Zwerchgiebelwandfeldern befinden sich die Fenster. Es handelt sich um zwei Fensterreihen, die durch eine Nische zusammengefasst werden. Die unteren gekuppelten Fenster zeigen Züge der Renaissance, die oberen durch Rundbögen neoromanische Züge. Der 28 m hohe Turm, der dem Langhaus vorangestellt ist, wird von zwei Treppenhausanbauten flankiert und zeigt an seinem Außenbau breite Lisenen und eine Reihe von Gliederungselementen der Neoromanik.
Der Innenraum wird von Holzkonstruktionen dominiert. Die offene, hölzerne Empore ist zweiseitig gewinkelt und bildet so einen Teil über dem Haupteingang im Westen, auf dem die Orgel steht, und zwei seitliche Teile entlang der Langhauswände. Sie wird von vierkantigen Holzpfeilern getragen. Den Mittelteil des Kirchenschiffs überspannt ein bemaltes, hölzernes Tonnengewölbe.

## Orgel
Die Orgel der Kirche wurde 1892 von der Orgel-Fabrik „H. Voit & Söhne“ (Durlach) erbaut. Das Instrument verfügt über 15 Register, verteilt auf zwei Manuale und Pedal. Aufgestellt ist die Orgel, die ein Gehäuse im neoromanischen Stil besitzt, auf der Empore. Ihr Spieltisch ist freistehend. 1955 erfolgte ein Umbau durch Lotar Hintz (Saarbrücken), 1993 eine Restaurierung durch Peter Vier (Oberweier).
| I Hauptwerk C–f3 |           |     |
| 1.               | Bourdon   | 16′ |
| 2.               | Principal | 8′  |
| 3.               | Flauto    | 8′  |
| 4.               | Gamba     | 8′  |
| 5.               | Octave    | 4′  |
| 6.               | Hohlflöte | 4′  |
| 7.               | Mixtur IV |     |

| II Schwellwerk C–f3 |            |    |
| 8.                  | Principal  | 8′ |
| 9.                  | Gedeckt    | 8′ |
| 10.                 | Salicional | 8′ |
| 11.                 | Gemshorn   | 4′ |
| 12.                 | Piccolo    | 2′ |

| Pedal C–d1 |           |     |
| 13.        | Subbaß    | 16′ |
| 14.        | Violonbaß | 16′ |
| 15.        | Octavbaß  | 8′  |

- Koppeln: I/P, II/P
- Spielhilfen: mf, f, Tutti

## Sonstiges
Das Geläut der Kirche besteht aus 4 Bronzeglocken (fis' – a' – h' – d"), die 1951 von der Firma Paccad (Annecy) gegossen wurden.